# 従価税
従価税（じゅうかぜい、英語: ad valorem taxまたはad valorem duty）とは、課税物件たる財やサービスの取引価格を基準にして税率が定められる租税ないし租税徴収方式。

## 概要
日本においては物品税や消費税、輸入関税の大部分が従価税方式を採用している。徴税手続は価格算定においてやや煩雑さをともなうこともあるが、取引価格に比例して税負担がかかる方式であり、価格が上昇するほど税収がふえ、価格が下落するほど税収が減ることになるので、インフレーションに対しては適切に対応できるという長所をもつ 。
従価税方式の輸入関税については、輸入価格が下落するほど関税額は減少するので、輸入品価格が下落すると国内産業保護の機能は低減されてしまう。